# Феррарская школа живописи
Феррарская школа живописи — историко-региональная школа живописи художников эпохи  итальянского Возрождения, работавших в феррарском герцогстве при дворе д’Эсте, правивших с 1264 по 1597 годы. Художники феррарской школы испытывали влияние Мантеньи (Падуя и Мантуя), с его сильным рисунком и линейной перспективой, Пьеро делла Франческа (Болонья) с воздушностью и яркостью красок его живописи, но также сказывалось воздействие особенностей северной ломбардской школы с её готическими традициями. Расцвет искусства феррарцев, объединивших достижения живописцев Мантуи, Венеции, Болоньи, Милана, Флоренции, относится к XV—XVI векам. Особенно прочными были связи феррарской школы с художниками болонской школы живописи.

## История
Рождение феррарской школы, с её особенным, полным аллегорий художественным языком, произошло при маркизе Феррары Леонелло д’Эсте и его брате Борсо д’Эсте, заказывавших оформление своих резиденций картинами и фресками весьма необычного, аллегорического содержания и не предназначавшегося для всеобщего обозрения. Первым известным таким заказом стал циклом цикл из девяти аллегорических картин с изображениями девяти муз для студиоло дворца Бельфоре, начатый Анджело Макканьино из Сиены в 1447 году и законченный Козимо Тура, в картинах которого вполне проявились все важнейшие черты феррарской школы. Ещё более сложную иконографию предлагают фрески Палаццо Скифанойа, заказанные Борсо д’Эсте в 1469—1471 годы Козимо Тура, Франческо Косса и Эрколе деи Роберти и представляющие сложный аллегорико-астрологический ансамбль на сюжет 12 месяцев, толкованию которого до сих пор привлекает исследователей. Тура, кроме того, расписал капеллу великолепного загородного дворца герцога Борсо (Belriguardo).
Козимо Тура много работал над оформлением церквей Феррары, сильно пострадавших в XVII—XVIII веках. Наиболее известным является полиптих Роверелла (итал. Polittico Roverella), заказанный епископом Феррары Лоернцо Ровереллой для старейшей церкви Феррары — Сан-Джорджио-фуори-ле-Мура (итал. Basilica di San Giorgio fuori le mura), сильно пострадавший в 1709 году; его части разошлись по разным музеям в сер. XIX века. Из работ Туры для феррарского собора сохранились 2 картины — св. Георгий и принцесса и Благовещение, написанные на створках органа (заказаны в 1456 году и оплачены в 1469).
В числе их современников приобрёл известность ученик Туры Лоренцо Коста, очевидное влияние феррарской школы испытали болонские художники Франческо Франча и Амико Аспертини. Наиболее известное совместное произведение этих мастеров — фрески церкви Сан-Джакомо Маджоре в Болонье.
Сделав своей специальностью большие картины с множеством фигур, феррарские живописцы воздействовали на соседние центры Эмилии-Романьи (до Болоньи).
Эрколе деи Гранди (ум. 1531) связывал старших с позднейшим поколением школы, оно лучше всего представлено Людовико Маццолино. Тимотео Вити (1467—1523), Доссо Досси (1479—1542), Бенвенуто Тизи да Гарофало (1481—1559) были учениками кого-нибудь из первых, но развивались и под влияниями, шедшими извне. Вити много воспринял от Джорджоне и Тициана в области колорита и увлекался сюжетами из поэзии Ариосто. Досси, побывав в Риме, усвоил многое у Рафаэля. Феррарские художники второй половины XVI века и начала XVII столетия испытали воздействие римских маньеристов — подражателей Корреджо .

## Список художников феррарской школы
Наиболее крупные мастера школы — Козимо Тура, Франческо Косса, Эрколе де Роберти, Лоренцо Коста, Доссо Досси, Джироламо да Карпи, Бенвенуто Тизи (Гарофало), Никколо дель Аббате. Список известных представителей школы по векам:

### XIV век и ранее
- Джелазио ди Николо
- Кристофоро да Болонья
- Антонио Альберти

### XV век
- Галассо Галасси
- Козимо Тура
- Франческо Косса
- Боно
- Стефано да Феррара
- Бальдассаре Эстенсе
- Антонио Алеотти д’Арджента
- Эрколе Гранди
- Людовико Маццолино
- Микеле Кортеллини
- Эрколе де Роберти
- Лоренцо Коста
- Франческо и Бернардино Заганелли да Котиньола
- Бенедетто Кода
- Боккаччо Боккаччино
- Доменико Панетти
- Джованни Баттиста Бенвенути (прозв. Ортолано) (1490—1525)

### XVI век
- Николо Пизано
- Доссо Досси
- Джованни Баттиста Досси
- Джироламо да Карпи
- Бенвенуто Тизи (прозв. Гарофало)
- Лодовико Маццолино
- Сигизмондо Скарселла
- Скарселлино (Ипполито Скарселла)
- Костанцо Катанио
- Джованни Франческо Сурчи
- Камилло Риччи
- Доменико Мона
- Себастьяно Филиппи (прозв. Бастианино)
- Гаспаре Вентурини
- Джованни Андреа Гирардони
- Джованни Паоло Граццини
- Якопо Бамбини
- Джулио Кромер

### XVII—XVIII века
- Карло Бонони (работал также в Болонье и Мантуе)
- Альфонсо Риварола
- Джованни Баттиста делла Торре
- Камилло Берлингьери
- Ипполито Казелли
- Франческо Назелли
- Эрколе Сарти
- Джованни Франческо Барбьери (прозв. Гверчино)
- Паоло Антонио Барбьери
- Бенедетто Дженнари Старший
- Чезаре Дженнари
- Джузеппе Калетти
- Лодовико Лана
- Франческо Констанцо Каттанео
- Джузеппе Бонати
- Джузеппе Аванци
- Орацио и Чезаре Морнази
- Франческо и Антонио Феррари
- Франческо Скала
- Маурелио Сканавини
- Джакомо Паролини
- Джузеппе Зола
- Джованни Франческо Браччоли
- Антонио Контри
- Джузеппе Гедини
- Джованни Монти
- Альберто Мукьятти
- Джузеппе Санти
- Джованни Мази